# پرانتسرسدورف
پرانتسرسدورف (به آلمانی: Prinzersdorf) یک منطقهٔ مسکونی در اتریش است که در ناحیه زانکت پولتن-لاند واقع شده‌است. پرانتسرسدورف ۴٫۰۶ کیلومتر مربع مساحت دارد ۲۵۲ متر بالاتر از سطح دریا واقع شده‌است.